# Fagersta
Fagersta è una  città della Svezia, capoluogo del comune omonimo, nella contea di Västmanland; la contea ha una popolazione di 60 200 abitanti.
Si trova nel centro sud della Svezia; dista 175 chilometri dalla capitale Stoccolma. Si trova nella contea di Västmanland.
La band dei The Hives è originaria di Fagersta.